# Poliția acuză, legea achită
Poliția acuză, legea achită (titlul original: în italiană La polizia incrimina la legge assolve) este un film dramatic polițist, coproducție italo-spaniolă, realizat în 1973 de regizorul Enzo G. Castellari,  după un subiect de Maurizio Amati, protagoniști fiind actorii Franco Nero, Fernando Rey, James Whitmore și Delia Boccardo.
Filmul este considerat unul dintre cele mai bune filme polițiste și a avut o influență semnificativă asupra a numeroase alte filme din acest gen.

## Rezumat
Comisarul Belli a aflat că mafia libaneză a drogurilor se extinde la Genova. După o lungă urmărire prin Genova, reușește să aresteze un curier. Cu toate acestea, vehiculul care transporta curierul este aruncat în aer în fața sediului poliției. Belli abia supraviețuiește acestui atac. Poliția este uluită că mafia nu se ferește de băile de sânge nici în fața sediului lor. Belli caută soluții și decide să se întâlnească cu bătrânul naș al mafiei Cafiero. Cafiero s-a retras din crima activă și îl avertizează pe Belli că noi actori se îndreaptă pe scena locală. Noii gangsteri aveau să lupte fără milă pentru dominație.
Superiorul lui Belli, Scavino, a creat fișiere extinse despre făptași. Are nevoie doar de câteva detalii pentru a dezvălui totul. Când decide să ducă oricum dosarele la procuror, el este ucis și dosarele sunt furate. Belli reușește să-l găsească pe criminal. Crimele au fost ordonate de Umberto Griva. Pentru a-l reduce la tăcere pe Griva, mafia îl ucide pe fratele său și pe fiica lui Belli. Printr-un pont de la Cafiero, Belli află că o operațiune majoră de contrabandă cu droguri are loc în apropiere de Marsilia. Când poliția ajunge acolo, se dezvoltă bătălii grele. Belli abia supraviețuiește bătăliei. O parte din criminali dar și mulți polițiști au murit.

## Distribuție
- Franco Nero – comisarul Belli
- Fernando Rey – Cafiero
- James Whitmore – comisarul șef Scavino
- Delia Boccardo – Mirella
- Duilio Del Prete – Umberto Griva
- Silvano Tranquilli – Franco Griva
- Luigi Diberti – asistentul Coffi
- Mario Erpichini – inginerul Rivalta
- Stefania G. Castellari – Anita Belli
- Ely Galleani – Chicca
- Bruno Corazzari – asasinul comisarului șef Scavino
- Daniel Martín – Rico
- Massimo Vanni – ucigașul Anitei
- Joaquin Solis – Toni
- Zoe Incrocci – soția lui Scavino
- Paolo Giusti – amicul Chiccăi